# Nederländska Schackförbundet
Nederländska Schackförbundet (nederländska: Koninklijke Nederlandse Schaakbond) (KNSB) är Nederländernas nationella schackförbund.
Förbundet har sitt huvudkontor i Haarlem, och bildades 1873. Förbundet är anslutet till FIDE.